# 手形要件
手形要件（てがたようけん）とは、手形用紙に記載されなければ手形として有効に成立し得ない必要的記載事項のことをいう。手形の振出が有効とされるのに必要な形式的要件である。
手形は、不特定多数の人の間を転々流通することが予定されており、取引の安全や支払確実性の確保を図る必要性がある。そこで、手形を取得した者が誰でも手形債務の内容がわかるように、手形債務の成立に必要な事項は手形の券面上に必ず記載されなければならないとしている。同様の理由から、手形要件以外の記載事項の多くは、記載されても意味がない無益的記載事項や記載されると手形全体が無効となる有害的記載事項とされている。

## 為替手形の手形要件
為替手形の手形要件は、手形法1条で定められている。
1. 為替手形文言
2. 単純な支払委託 - 条件付ではないこと
3. 手形金額
4. 支払人 - 振出人が支払を委託する人
5. 満期
6. 支払地
7. 受取人
8. 振出地
9. 振出日
10. 振出人の署名（記名捺印でもよい）

## 約束手形の手形要件
約束手形の手形要件は、手形法75条で定められている。
1. 約束手形文言
2. 単純な支払約束 - 条件付ではないこと
3. 手形金額
4. 満期
5. 支払地
6. 受取人
7. 振出地
8. 振出日
9. 振出人の署名（記名捺印でもよい）

## 手形要件を欠く場合
手形要件を欠く場合は、原則として無効な手形となる（手形法2条1項、76条1項）。しかし、満期の記載を欠く場合は一覧払のものとみなされる（手形法2条2項、76条2項）。また、振出地の記載がない場合も、振出人に付記した地を振出地とみなされる（手形法2条4項、76条4項）。
なお、手形要件の全部または一部を欠く未完成手形であっても、記載していない手形要件（白地部分）の補充権を同時に付与して交付されたものは、商慣習法上、白地手形として有効に流通することが認められている。